# Старосцин (Опольське воєводство)
Старосцин (пол. Starościn, нім. Sterzendorf) — село в Польщі, у гміні Сьверчув Намисловського повіту Опольського воєводства.
Населення — 297 осіб (2011).
У 1975-1998 роках село належало до Опольського воєводства.

## Демографія
Демографічна структура станом на 31 березня 2011 року:
|          | Загалом | Допрацездатний вік | Працездатний вік | Постпрацездатний вік |
| -------- | ------- | ------------------ | ---------------- | -------------------- |
| Чоловіки | 137     | 13                 | 107              | 17                   |
| Жінки    | 160     | 26                 | 94               | 40                   |
| Разом    | 297     | 39                 | 201              | 57                   |